# 李華春
李華春（1540年—？），字君實，號崑陽，福建泉州府晉江縣民籍，浙江崇德縣人，明朝政治人物。

## 生平
嘉靖四十年（1561年）辛酉科福建鄉試第二名舉人。隆慶五年（1571年）中式辛未科會試第三百十九名，三甲第二百八十四名進士。刑部觀政，授浙江淳安县知县，改安仁县，萬曆元年（1573年）调南城县，卒于官。

## 家族
曾祖李開先；祖父李茂；父李伯剛，母殷氏；前母高氏。永感下。兄榮春。弟貴春、㭿春、李任春（贡士）、逢春、阳春。
註： 李華春也可以指： 臺灣文史工作者，主編的圖書有《 尋故鄕的根一中國名城故事》（ 臺北市常春樹書坊出版 ）等等.